# São Miguel de Acha
São Miguel de Acha ist eine Gemeinde (Freguesia) im portugiesischen Kreis Idanha-a-Nova. In ihr leben 514 Einwohner (Stand 19. April 2021).